# Carta Internacional dos Direitos Humanos

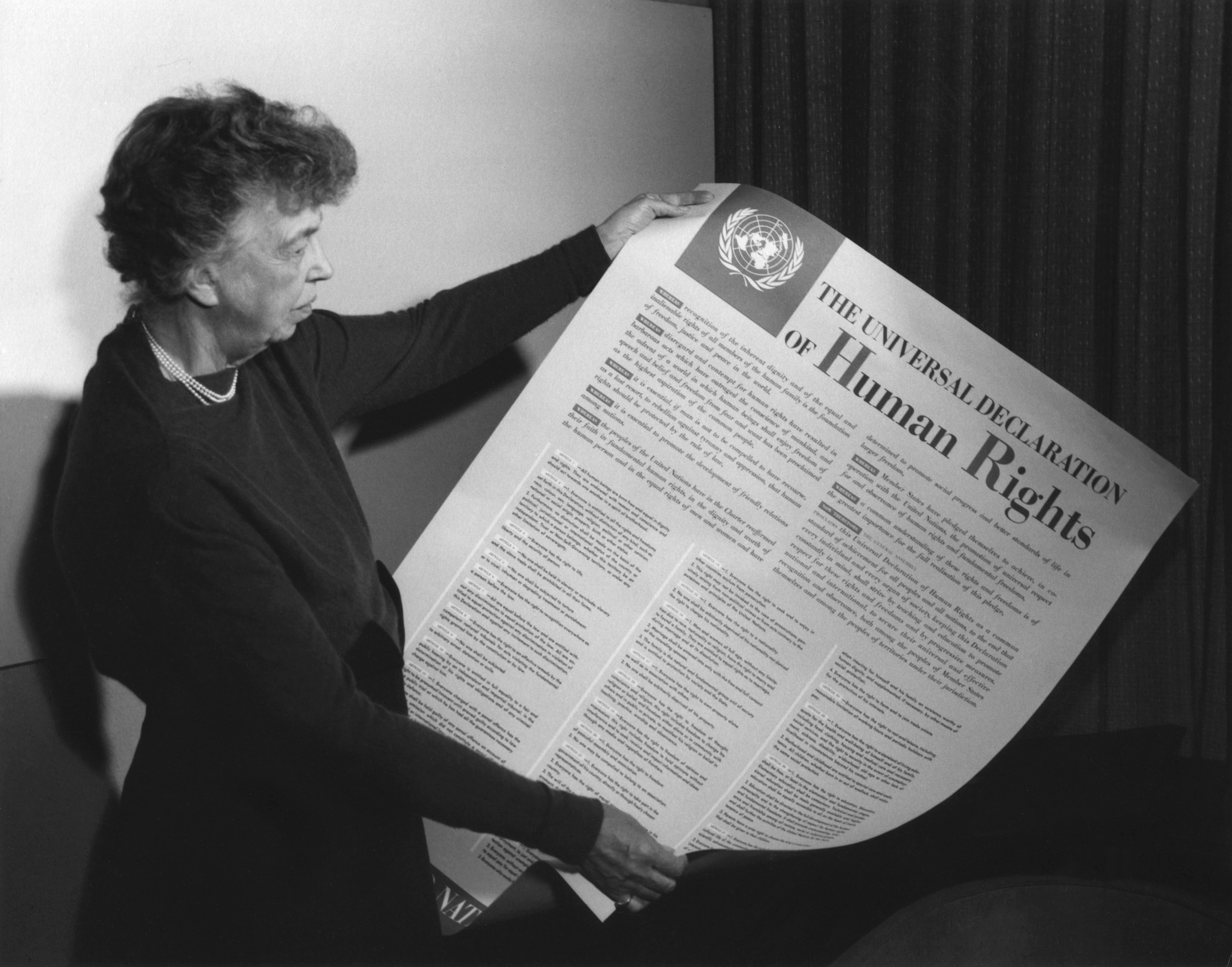
Eleanor Roosevelt segurando a carta de direitos humanos em 1949

A Carta Internacional dos Direitos Humanos é a Resolução 217 (III) da Assembleia Geral da ONU e dois tratados internacionais estabelecidos pelas Nações Unidas. Consiste na Declaração Universal dos Direitos Humanos (criada por meio da Resolução 217 (III), e adotada em 1948), no Pacto Internacional sobre Direitos Civis e Políticos (PIDCP, 1966) com seus dois Protocolos Opcionais, e no Pacto Internacional sobre Direitos Econômicos, Sociais e Culturais (PIDESC, 1966). Os dois pactos entraram em vigor em 1976, depois que um número suficiente de países os ratificou.
No início, diferentes pontos de vista foram expressos sobre a forma que a declaração dos direitos deveria assumir. Em 1948, a Assembleia Geral planejava que a carta incluísse a DUDH, um Pacto e medidas de implementação. A Comissão de Redação decidiu preparar dois documentos: um na forma de uma declaração, que estabeleceria os princípios ou normas gerais dos direitos humanos; a outra na forma de convenção, que definiria direitos específicos e suas limitações.
Assim, o Comitê transmitiu à Comissão dos Direitos Humanos os projetos de artigos de uma declaração internacional e de uma convenção internacional sobre direitos humanos. Em sua segunda sessão, em dezembro de 1947, a Comissão decidiu aplicar o termo "Carta Internacional dos Direitos Humanos" à série de documentos em preparação e estabeleceu três grupos de trabalho: um sobre a declaração, um sobre a convenção (que renomeou como "pacto") e um sobre a implementação. A Comissão revisou o projeto de declaração em sua terceira sessão, em maio/junho de 1948, levando em consideração os comentários recebidos dos governos. Não houve tempo, entretanto, para considerar o pacto ou a questão da implementação. A declaração foi então submetida, por meio do Conselho Econômico e Social das Nações Unidas, à Assembleia Geral, reunida em Paris.
Posteriormente, o projeto de pacto foi dividido em dois (decidido pela Assembleia Geral em 1952), diferindo tanto no catálogo de direitos quanto no grau de obrigações - por exemplo, o PIDESC refere-se à "realização progressiva" dos direitos que contém. Em 1998, foi aclamada como "A Magna Carta para toda a humanidade".